# Georges Rouault

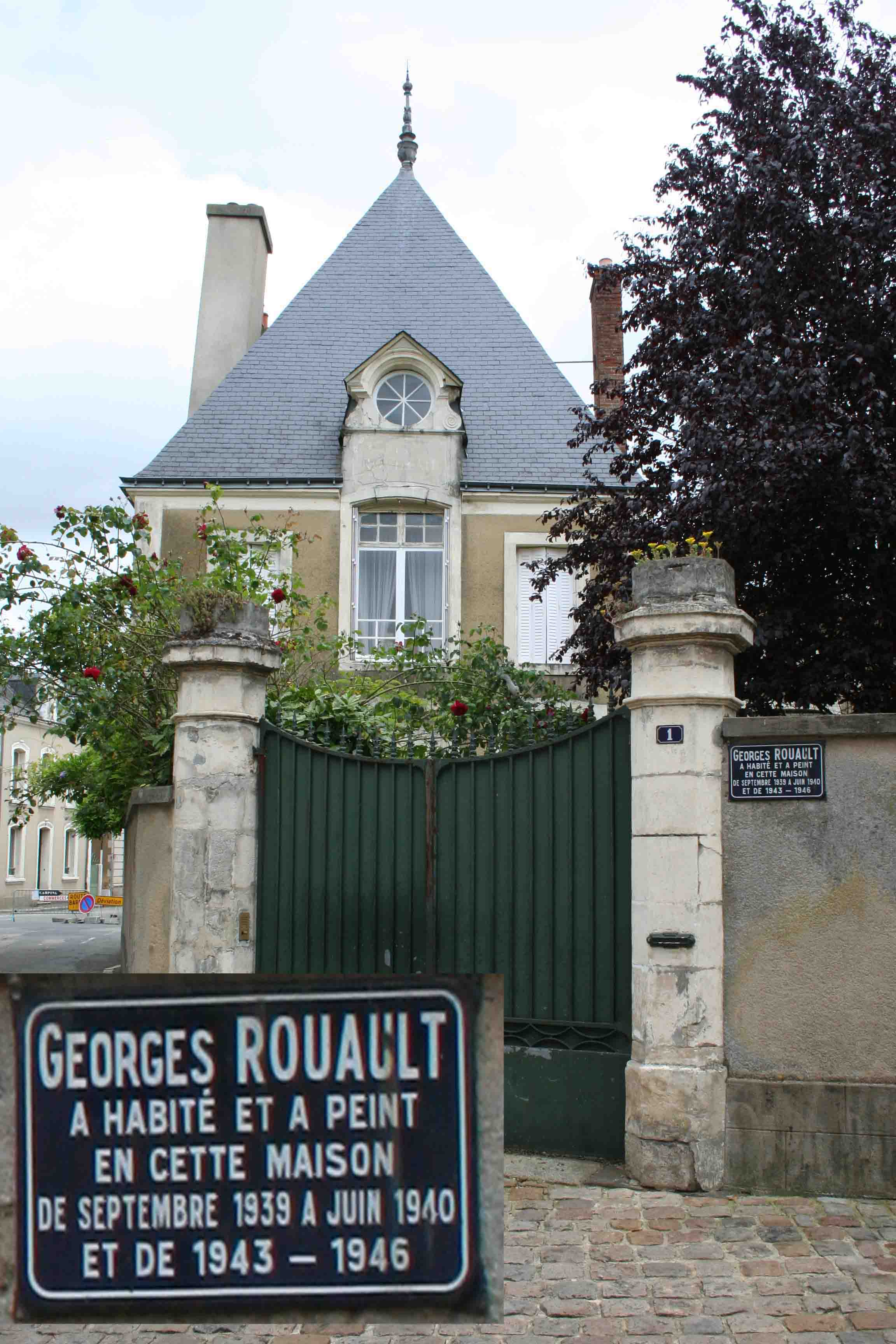
Casa a Beaumont sur Sarthe, on va viure Rouault

Georges Henri Rouault (27 de maig de 1871 - 13 de febrer de 1958) va ser un pintor francès fauvista i expressionista, a més a més de litògraf.

## Infància i educació
Rouault va néixer a París en una família pobra. La seva mare el va animar al seu amor per les arts, i el 1885 un Rouault de 14 anys va entrar com a aprenent amb un pintor de vidre policromat i restaurador, a la qual cosa es va dedicar fins a 1890. Aquesta primerenca experiència com a pintor de vidre s'ha assenyalat com possible origen del fort resseguiment de color negre i colors intensos que caracteritzen el seu estil pictòric de maduresa. Durant el seu aprenentatge també va acudir a classes vespertines a l'Escola de Belles Arts, i el 1872 va entrar a l'Ecole des Beaux-Arts, l'escola d'art oficial de França. Va estudiar amb Gustave Moreau, convertint-se en el seu estudiant favorit. Les primeres obres de Rouault mostren un simbolisme en l'ús del color que probablement reflecteix la influència de Moreau, i quan Moreau va morir el 1898, Rouault va ser nomenat responsable del Museu Moreau a París.

## Primeres obres
Rouault també va conèixer Henri Matisse, Albert Marquet, Henri Manguin, i Charles Camoin. Aquestes amistats el van acostar al Fauvisme, el líder del qual era Matisse.
Des del 1895 en endavant, va participar en grans exposicions públiques, al Saló d'Automne, on es mostraven pintures de temes religiosos, els paisatges i les natures mortes. El 1905 va exposar les seves pintures al Saló d'Automne amb els altres fauvistes. Mentre Matisse representava els aspectes reflexius i racionals del grup, Rouault encarnava un estil més espontani i instintiu.
El seu ús de bruscos contrasts i la seva emotivitat s'atribueixen a la influència de Vincent van Gogh. Les seves caracteritzacions de personalitats grotesques remarcades en excés van inspirar als pintors expressionistes.
El 1937 Rouault va pintar El vell rei, que és sens dubte la seva millor obra expressionista.